# Kalilou Traoré
Mohamed Kalilou Traoré (* 9. September 1987 in Bamako) ist ein ehemaliger malischer Fußballspieler.

## Karriere

### Verein
Kalilou Traoré begann seine Karriere im Jahr 2005 beim AS Real Bamako. Dort empfahl er sich mit zehn Ligatoren in 43 Spielen. Im Sommer 2006 unterschrieb er einen Vertrag beim marokkanischen Verein Wydad Casablanca. Im Juli 2007 wurde er an den Ligakonkurrenten Hassania d’Agadir verliehen und bestritt zwölf Spiele für den Klub. Nach einer Saison kehrte er nach Casablanca zurück. Im August 2008 wagte Traoré den Schritt nach Europa und wechselte zum kroatischen Verein NK Istra 1961. Nach einer ersten erfolgreichen Saison mit neun Toren in 27 Ligaspielen wurde er mit einem Wechsel zu den Ligakonkurrenten Hajduk Split und Dinamo Zagreb in Verbindung gebracht. 2010 wechselte er nach Dänemark zu Odense BK und eroberte sich dort auf Anhieb einen Stammplatz. Im Sommer 2012 wechselte Traoré in die französische Ligue 1 zum FC Sochaux. Bis zum Saisonende kam er wegen diversen Verletzungen lediglich elf Mal zum Einsatz und seine zweite Spielzeit verbrachte er in der B-Mannschaft Sochauxs. Wegen anhaltender Kniebeschwerden beendete Traoré im Juli 2014 seine aktive Karriere.

### Nationalmannschaft
Er absolvierte von 2010 bis 2013 insgesamt 16 A-Länderspiele für Mali und erzielte dabei seinen einzigen Treffer in einer Qualifikationspartie gegen die botswanische Auswahl. 2012 gehörte zum 23-köpfigen Aufgebot für die Fußball-Afrikameisterschaft., doch kurz vor Beginn des Turniers musste Traoré die Teilnahme aufgrund einer Verletzung absagen.